# أندرويد فرويو
أندرويد فرويو أو أندرويد 2.2–2.2.3 (بالإنجليزية: Android Froyo)‏ هو نسخة متوقفه من نظام تشغيل الهواتف المحمولة أندرويد تم تطويرها بواسطة جوجل، تمتد الإصدارات بين 2.2 و 2.2.3 .
كشف النقاب عنه يوم 20 مايو، 2010، خلال جوجل أي أوه مؤتمر عام 2010 ( Google I/O 2010 ).